# 金庫 (特殊法人)
金庫（きんこ）とは、特殊法人の一種で、政策上必要な投資・融資を行うために設けられた、日本政府の金融機関である。
太平洋戦争前の日本に於いて、国策上必要だが銀行の業務には馴染まない、あるいは民間企業たる銀行では限界のある投融資業務のために設けられた。
政府系金融機関ではあるが、戦後設けられた公庫と異なり、民間企業が半額出資する点が異なっている。
戦後の諸改革の過程で、国策会社的な金庫は閉鎖され、残りも多くは公庫や特殊銀行に移行した。2008年10月1日に商工組合中央金庫が特殊会社に移行したことにより、金庫（特殊法人としてのもの）は全て消滅した。

## 過去に存在した金庫一覧
- 商工組合中央金庫
- 農林中央金庫
- 復興金融金庫
- 戦時金融金庫
- 国民更生金庫
1941年設立。日米開戦直前の資源不足や諸産業に対する統制政策により転業・廃業を余儀なくされた中小企業を対象に、主に転廃業に要する資金の融資を行った。
- 南方開発金庫
1942年設立。日本占領下の東南アジアに於いて、事実上の中央銀行として活動した。1945年解散。
- 外資金庫
1945年1月設立。在外資金の調達・運用を目的として設立されたが、程なく終戦・解散となった。
- 庶民金庫
1938年設立。個人事業者や給与所得者への事業資金・生計資金の小口融資を主な事業とした。1949年、国民金融公庫に業務を引継ぎ解散。
- 恩給金庫
1938年設立。官吏・退役軍人を対象に、恩給の受給権を担保とした小口融資を行った。1949年、国民金融公庫に業務を引継ぎ解散。

## 復帰前の沖縄における金庫
復帰前の沖縄に於いて設立された法人であって、その名称に「金庫」の文字が用いられているもののこと。農林漁業中央金庫法（旧協同組合中央金庫法）（1952年立法第45号）に基づく農林漁業中央金庫（旧協同組合中央金庫）、移民金庫法（1953年立法第85号）に基づく移民金庫などが該当する。